# Niedere Gerichtsbarkeit

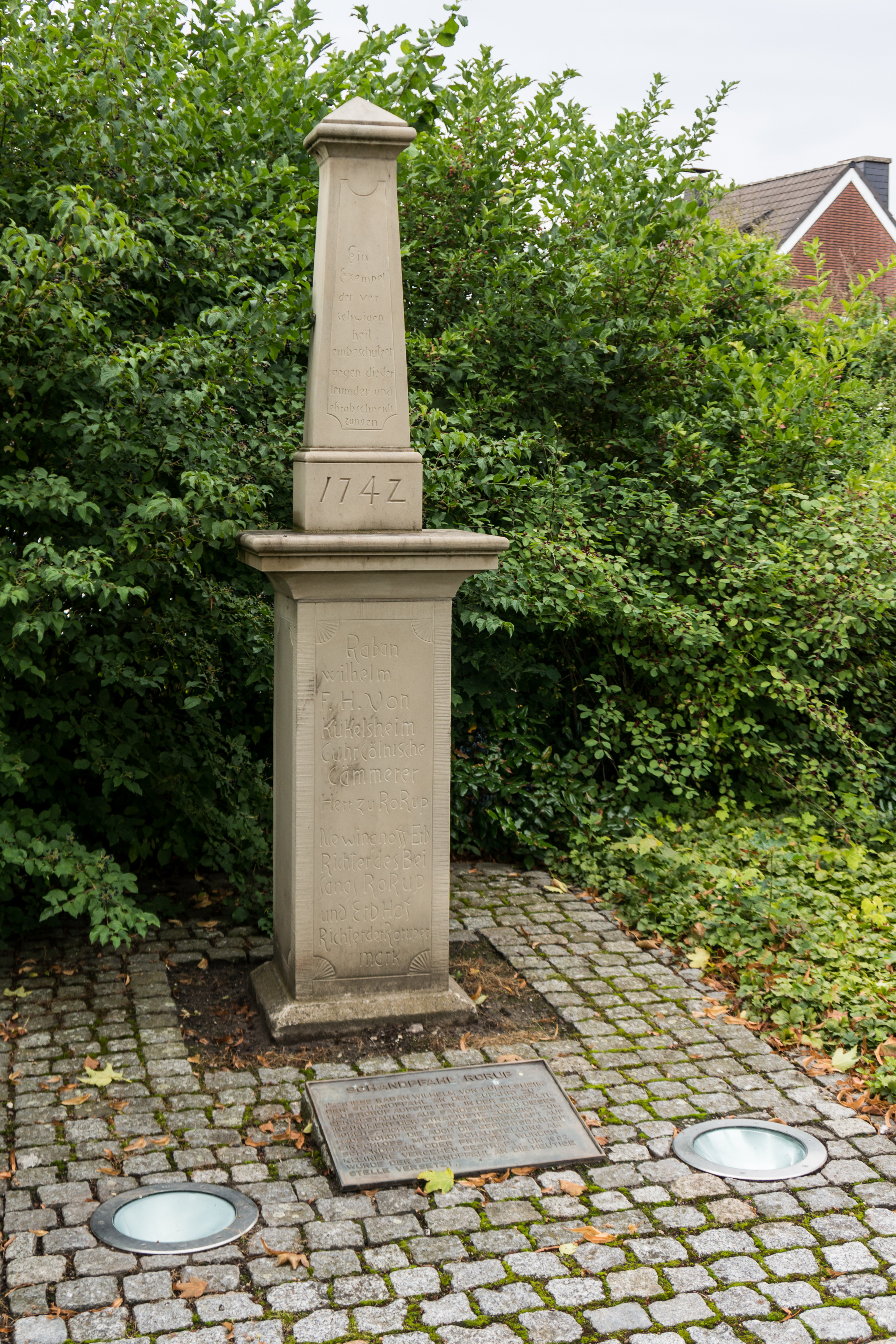
Schandpfahl zur Ausübung der Niederen Gerichtsbarkeit im Münsterland

Die Niedere Gerichtsbarkeit beziehungsweise Niedergerichtsbarkeit ist ein Begriff aus dem mittelalterlichen Rechtswesen. Die niedere Gerichtsbarkeit (auch die Bezeichnungen patrimoniale Gerichtsbarkeit, Dorf-, Thing- oder Hubengericht werden verwendet) befasste sich in der Regel mit geringeren Delikten des Alltags, die mit Geldbußen oder leichteren Leibstrafen sühnbar waren. Dazu gehörten der Pranger sowie das Tragen des Lästersteins. Diese gehörten zu den Ehrenstrafen. Inhaber der niederen Gerichtsbarkeit waren zumeist Angehörige der Landstände, Adlige, geistliche Stifter oder die Räte der landesunmittelbaren Städte. Über die Untertanen auf seinen Kammergütern übten der Landesherr beziehungsweise seine Beamten die niedere Gerichtsbarkeit aus. Im späten Mittelalter war die Gerichtsbarkeit zu einem dinglichen Recht geworden, das dementsprechend auch verkauft oder verpfändet werden konnte.  
Das Richteramt wurde entweder vom Gerichtsherren selbst ausgeübt oder delegiert. So gab es in den Dörfern Erbrichter oder Setzrichter, in Märkten Marktrichter und in den Städten Stadtrichter. Die jeweiligen Richter standen dem Schöffengericht vor, die bäuerliche oder städtische Gemeinde wirkte über die Schöffen an der Rechtsprechung mit. Die Einnahmen aus den Gerichtsgebühren und den Bußgeldern wurden zwischen Gerichtsherr und Richter geteilt. Bis weit ins 16. Jahrhundert hinein waren die Richter juristische Laien. Seit dieser Zeit setzte sich in den Städten langsam die Besetzung der Richterstellen mit an der Universität ausgebildeten Juristen durch. 
Die Folter durfte nicht angewendet, schwere Leibstrafen und die Todesstrafe durften nicht verhängt werden. Die niedere Gerichtsbarkeit war ebenfalls für das Erbrecht, Grenzstreitigkeiten sowie die Registrierung und Überwachung von Verkäufen zuständig. 
Schwere Leibstrafen und Todesurteile durften in der Regel nur durch Hochgerichte ausgesprochen werden, die in der Regel dem Landesherrn und nicht dem Grundherrn unterstanden. Freie Reichsstädte besaßen im Allgemeinen eine eigene niedere und hohe Gerichtsbarkeit (Blutgerichtsbarkeit).